# Jezioro Lutomskie
Jezioro Lutomskie – jezioro rynnowe położone na południowym skraju Puszczy Noteckiej, na terenie gminy Sieraków. Najdłuższe jezioro Pojezierza Międzychodzko-Sierakowskiego. Powierzchnia jeziora to 174 ha, długość 5800 m, natomiast średnia szerokość wynosi zaledwie 300 m (minimalna ok. 200 m). Do zachodniego brzegu przylega rezerwat przyrody Buki nad Jeziorem Lutomskim.
Jezioro Lutomskie stanowi końcowy odcinek cieku wodnego o długości ok. 25 kilometrów, zaczynającego się Potokiem Kwileckim, który łączy się strugą Lutomką z Jez. Białeckim i Oszczynicą z Jez. Lutomskim.
Woda w jeziorze o małej przejrzystości i niskiej czystości biologicznej, ze względu na niewielką głębokość i szerokość.
Miejsce żerowania i egzystowania licznych gatunków ptaków (łyska, kaczka krzyżówka, trzcinniczek, perkoz dwuczuby) oraz siedlisko roślin (trzcina zwyczajna, pałka wąskolistna, pałka szerokolistna, tatarak, kosaciec syberyjski, szczaw lancetowaty, jeżogłówki, oczeret jeziorny, grążele żółte i grzybienie białe). Występuje tu także wiele gatunków ślimaków, m.in. bursztynka pospolita (Succinea putris) i przytulik strumieniowy (Ancylus fluviatilis).
Jezioro popularne w okresie PRL i na początku lat 90. XX wieku ze względu na duży ośrodek wczasowy PKP (zwany przez miejscowych „wczasami wagonowymi”), położony po zachodniej stronie jeziora.